# Julián Alejo López
Julián Alejo López (8 de enero de 2000, Avellaneda, Buenos Aires, Argentina) es un futbolista argentino que se desempeña en la posición de centrocampista y actualmente es jugador de CA Tigre de la Primera División de Argentina.

## Trayectoria

### Racing Club
Fue promovido de la reserva por Eduardo Coudet en 2018.

### Ferro
Llega a Ferro Carril Oeste para tomar rodaje y jugar el Campeonato de Primera Nacional 2022, la cesión se realiza sin cargo ni opción de compra debiendo retornar en diciembre del 2022. Después de un flojo desempeño rescinde su contrato de forma anticipada. En total disputó 13 partidos sin marcar goles en un total de 630 minutos.

### Defensa y Justicia
Tras acordar la rescisión del contrato que lo vinculaba a préstamo con Ferro se sumó  a Defensa y Justicia, donde firmó un convenio hasta diciembre de 2023, a préstamo desde Racing y con opción de compra de 700.000 dólares netos por el 50% de la ficha. Debuta por el Campeonato de Primera División 2022 contra Independiente. En total llegó a disputar 16 partidos en los que no convirtió goles en todo el campeonato.

## Estadísticas
Actualizado al 8 de julio de 2024

| Racing Club Argentina | 1.ª           | 2018-19       | 7  | 0 | 1  | 0 | 1  | 0 | 9   | 0 | 0    |
| Racing Club Argentina | 1.ª           | 2019-20       | 0  | 0 | 0  | 0 | 0  | 0 | 0   | 0 | 0    |
| Racing Club Argentina | 1.ª           | 2021          | 5  | 0 | 10 | 0 | 3  | 0 | 18  | 0 | 0    |
| Racing Club Argentina | Total         | Total         | 12 | 0 | 11 | 0 | 4  | 0 | 27  | 0 | 0    |
| Ferro Argentina | 2.ª           | 2022          | 12 | 0 | 1  | 0 | —  | — | 13  | 0 | 0    |
| Ferro Argentina | Total         | Total         | 12 | 0 | 1  | 0 | 0  | 0 | 13  | 0 | 0    |
| Defensa y Justicia Argentina | 1.ª           | 2022          | 15 | 0 | 1  | 0 | —  | — | 16  | 0 | 0    |
| Defensa y Justicia Argentina | 1.ª           | 2023          | 22 | 0 | 17 | 0 | 12 | 2 | 51  | 2 | 0.04 |
| Defensa y Justicia Argentina | 1.ª           | 2024          | 3  | 0 | 16 | 0 | 4  | 0 | 23  | 0 | 0    |
| Defensa y Justicia Argentina | Total         | Total         | 40 | 0 | 34 | 0 | 16 | 2 | 90  | 2 | 0.02 |
| Total carrera | Total carrera | Total carrera | 64 | 0 | 46 | 0 | 20 | 2 | 130 | 2 | 0.02 |
| (1) La copa nacional se refiere a la Copa Argentina y Supercopa Argentina. (2) La copa internacional se refiere a la Copa Sudamericana, Recopa Sudamericana, Copa Libertadores y Copa Suruga Bank. |               |               |    |   |    |   |    |   |     |   |      |

## Palmarés

### Campeonatos nacionales
| Título              | Club        | País      | Año     |
| ------------------- | ----------- | --------- | ------- |
| Primera División    | Racing Club | Argentina | 2018-19 |
| Trofeo de Campeones | Racing Club | Argentina | 2019    |